# Айос-Еорьос (Миконос)
Айос-Еорьос (греч. Άγιος Γεώργιος — «Святой Георгий») — необитаемый остров в Греции, в Эгейском море, в архипелаге Киклады, у острова Миконос, в 1 км к западу от города Миконос. На острове находится необитаемое поселение Баос (греч. Μπάος). Административно относится к сообществу Микониос в общине Миконос в периферии Южные Эгейские острова. Площадь 0,12 км². Название остров получил от часовни Святого Георгия.